# Попа, Анатолий Васильевич
Анатолий Васильевич Попа (рум. Anatolie Popa)  (15 марта 1896 — 25 июня 1920) — бессарабский военачальник, участник Первой мировой войны, Российской революции 1917 года и Гражданской войны в России. Один из организаторов молдавского вооруженного сопротивления против вторжения румынских войск в Бессарабию 1918 года.

## Биография

### Ранняя жизнь и русская революция
Анатолий Попа родился в бедной крестьянской семье в Котюжении Мари, в Сорокском уезде Бессарабской губернии. После начального образования в своем родном селе и Вадул-Рашковеон поступил в Бельцкую муниципальную школу. Однако, поскольку его семья не могла справиться с высокими гонорарами, он бросил учебу еще до окончания школы. Тем не менее, учитывая низкий уровень грамотности в Бессарабии, в 15 лет Попа смог устроиться на работу секретарем сельской полиции в своем родном селе. Это дало ему повод познакомиться сантицаристской литература, в основном через студентов, возвращающихся домой во время каникул.
Провозглашение Молдавской Демократической Республики в официальном журнале Сфатул Цэрий
С началом Первой мировой войны Попа был призван в Российскую императорскую армию и после окончания Одесского военного училища в качестве офицера был направлен на Восточный фронт. Он поддерживал свержение царя во время Февральской революции, и на его политические взгляды оказала дальнейшее влияние сильная большевистская агитация в 49-м техническом резервном батальоне в Одессе, где он восстанавливался после боевого ранения. В конце концов Попа был назначен командиром батальона 75-го Севастопольского пехотного полка и в сентябре 1917 года был отправлен в Кишинев, административный центр Бессарабии
Вскоре Попа присоединился к молдавскому национальному движению, которое добивалось автономии Бессарабии, и был назначен делегатом в Молдавский Центральный военный исполнительный комитет. Движение за автономию, возглавляемое Молдавской национальной партией (МНП), с подозрением рассматривалось не только этническими меньшинствами, но и левыми революционными комитетами и молдавским крестьянским большинством, которые опасались, что автономия была шагом к аннексии соседнего консервативного Королевства Румыния. Октябрьская революция Однако это привело к изменению настроений среди более умеренных левых групп, и в ноябре 1917 года различные революционные комитеты объединились во временное губернское собрание Сфатул Цэрий, которое 15 декабря провозгласило автономную Молдавскую Демократическую Республику в составе Российской Демократической Федеративной Республики.
Собрание, провозгласив себя высшим органом власти в Бессарабии, назначило временную исполнительную власть - Совет директоров; кроме того, оно номинально присягнуло на верность Временному правительству, оказавшись в негласной оппозиции губернскому и Кишиневскому городским советам рабочих и солдатских депутатов, признавшим большевистский Народный Совет Комиссары (Совнарком) в конце ноября. Поскольку последний командовал большинством регулярных войск Русской армии в Бессарабии, все более большевистскими взглядами, Совет директоров стремился завербовать молдавских ополченцев, чтобы создать вооруженные силы, лояльные Сфатулу Цэрию. Анатолий Попа был среди офицеров, выбранных для этой задачи, и 28 декабря [О.С. 15 декабря] он получил командование "национализированным" молдавским 478-м отрядом Бельц. Попа также был назначен военным комиссаром Бельцкого уезда, сблизившись с местным Советом крестьянских депутатов. Чрезвычайное положение вскоре был объявлен в Бельцком уезде "для сохранения общественного порядка", однако Попа был сдержан в применении насилия к крестьянам. 4 января 1918 года [О.С. 22 декабря 1917 года] военный директор Совета был вынужден просить уполномоченного по молдавским проблемам в Одессе приказать Попе выполнить указания местного комиссара и командира гарнизона.

### Румынская интервенция и оборона Бельцы
Власть Сфатула Цэрия не была повсеместно признана по всей Бессарабии; вместо этого несколько местных комитетов, некоторые из которых были лояльны Совнаркому, осуществляли власть на местном уровне. Самым серьезным соперником был Кишиневский городской совет, который, радикализированный приказом Украинской Рады о демобилизации, в середине декабря избрал в основном большевистский исполнительный комитет. Совет и Совет все еще сотрудничали в управлении демобилизацией, однако они не смогли справиться с нарушениями, вызванными большим количеством дезорганизованных, плохо питающихся солдат, покидающих фронт. Столкнувшись с широко распространенными крестьянскими беспорядками и ненадежностью молдавских войск, которые также были на стороне большевиков, закрытое заседание Сфатула Цэрия уполномочило Совет директоров искать военную поддержку за пределами провинции: лидеры левых Ион Инкулец и Пантелимон Эрханпровели переговоры с начальником Одесского военного округа, в то время как националистическая МНП обратилась за помощью к румынскому правительству в Яссах 20 декабря 1917 года в Кишиневе распространились слухи о предстоящей иностранной военной интервенции, что побудило Молдавский военный центральный исполнительный комитет, городской совет и Губернский крестьянский совет выступить с протестами, подтвердив свою приверженность революции и федеративной России, а также призывая к перераспределению земли крестьянам, очистке "реакционные "элементы в Сфатуле Цэрии и установление отношений с Совнаркомом. Несмотря на заверения, исходящие от лидеров Сфатула Цэрии чтобы ввести только "нейтральные" войска, губернский и Кишиневский городские советы предприняли шаги по укреплению своих позиций. 6 января 1918 года [О.С. 24 декабря 1917 года] они создали Революционный штаб, провозгласили высшую власть над всеми "советскими" войсками в Бессарабии и вскоре заручились поддержкой фронтового отдела (Фронтотдела) Румчерода, прибывшего в Кишинев в конце декабря
Совет директоров также в конечном итоге решил 8 января 1918 года [О.С. 26 декабря 1917 года] запросить военную помощь у генерала Дмитрия Щербачева, номинального главы русских войск на румынском фронте; генерал, который не имел реальной власти над войсками, направил запрос румынам. Несколько лидеров Националистической партии позже засвидетельствовали, что таков был предполагаемый ход событий, Совет опасался, что прямой призыв румынских войск приведет к народному восстанию Запрос ускорил большевистский переворот, так как 14 января [1 января] 1918 г. Фронтотдел провозгласил себя верховной властью над всеми войсками в Бессарабии и взял под свой контроль почту, телеграф и главные железнодорожные станции Бессарабии. Власть Сфатула Цэрия, объявленного "органом буржуазии", была фактически распущена. В связи с этим румынская армия в начале января вошла в Бессарабию и заняла несколько городов и деревень вдоль Прута, встретив лишь легкое сопротивление местных просоветских войск. Первое крупное столкновение произошло в Кишиневе 19 января [О.С. 6 января], когда молдавские и российские войска разоружили войска Трансильванский добровольческий корпус, посланный румынским правительством для взятия города. Позже в тот же день Эрхан и Инкулец, вызванные на совместное заседание губернского и городского советов с Молдавским военным центральным исполнительным комитетом, отрицали какую-либо роль в румынском вторжении, отреклись от директоров МНП и даже согласились направить ноту протеста румынскому правительству, призывая к выводу войско его войсках. Настроения среди молдавских войск также были сильно антирумынскими, и Эрхан и военный директор Герман Пянтя, были вынуждены оказать сопротивление; однако, когда главный корпус румынской армии подошел к Кишиневу 20 января [О.С. 7 января], Pântea направил большинство молдавских войск в противоположном направлении, чтобы предотвратить сражение.В то время как первые румынские набеги на бессарабскую столицу были с трудом отбиты русскими и молдавскими войсками, Фронтодел и Городской Совет, столкнувшись с численно превосходящим противником, в конечном счете решили отойти в сторону Бендер, и румыны заняли Кишинев 26 января [О.С. 13 января].
Новости о румынском вторжении быстро достигли остальной части Бессарабии, и сопротивление было подготовлено, особенно в Бельцах и Бендерах. 21 января по инициативе Бельцкого уездного комиссара Василе Рудиевауездный совет крестьянских депутатов начал организовывать сопротивление румынскому наступлению. Совет объявил всеобщую мобилизацию и учредил Революционный штаб обороны страны, председатель уездного земельного комитета Г. Галаган, член исполкома губернского крестьянского совета Рудиев и другие. Уже 22-го числа Революционный штаб смог собрать 3000 рабочих и солдат местного гарнизона, которые провели митинг, на котором присутствовали также делегаты из близлежащих деревень. Мобилизация, однако, не была поддержана всеми комитетами: муниципальный совет Бельца отклонил ее 23 января [O.S. 10 January] Январь, отказался отправить делегатов в Революционный штаб и событие потребовало его роспуска. Его делегаты на совместном заседании Крестьянского Совета, Городского совета, Совета рабочих и солдат и уездного земства 22 января смогли даже получить небольшое большинство против вооруженного сопротивления. По его собственным словам, председатель местного Совета меньшевик Разумовский также пытался задержать мобилизацию, утверждая, что наспех вооруженная толпа не сможет противостоять регулярной армии; однако его попытки убедить 27 января [О.С. 14 января] заседание Крестьянского совета было встречено насмешками. Несмотря на такое противодействие, Рудиев и Попа, сменившие первого в Революционном штабе, раздавали оружие добровольцам в городе и близлежащих деревнях и следили за тем, чтобы два артиллерийских орудия, имевшихся в распоряжении гарнизона, были должным образом укомплектованы. По свидетельству свидетеля, допрошенного румынами после взятия города, местный революционный комитет во главе с подпоручиком Соловьевым потребовал от Попы сдать оружие из гарнизона, угрожая ему смертью; другой свидетель, однако, указал, что Попа действовал по собственному желанию, раздавая оружие лично, в сотрудничестве с другими членами революционного штаба. Попа также взял под стражу нескольких румынских офицеров, арестованных в сельской местности, и отклонил просьбу Разумовского об их освобождении, заявив, что он действовал в отместку заарест молдавских офицеров в Унгенах.
Второй съезд крестьянских депутатов Бельцкого уезда, состоявшийся 27 января [О.С. 14 января], проголосовал за отказ от власти Сфатула Цэрия как непредставительной, присягнул на верность большевистскому Совнаркому и призвал к установлению Советской власти. Кроме того, съезд отверг отделение Бессарабии от Советской России и решил послать Палади в Петроград с просьбой о военной помощи против румынской интервенции. К призыву к прекращению румынской интервенции первоначально присоединился Третий Бессарабский крестьянский съезд, собравшийся в Кишиневе 31 января под председательством Рудьева. Однако, поскольку последний город уже был занят румынскими войсками, радикальные лидеры Конгресса были арестованы и казнены вскоре после этого; более самодовольное руководство было установлено и отказалось от открытой оппозиции румынской военной оккупации. По словам прорумынского политика Димитрие Богоса, Попа также присутствовал на провинциальном конгрессе в Кишиневе 31-го [O.S. 18-е], где он принял сторону первоначального большинства, и только после этого вернулся в Бельцы и начал организовывать сопротивление румынской армии.
Попа также связался с исполняющим обязанности военного директора временного бессарабского исполнительного органа Германом Пантеа, запросив информацию о ситуации в Кишиневе. Согласно стенограмме их обмена 2 февраля [О.С. 20 января], Попа сумел завербовать пехотный батальон, два кавалерийских эскадрона, пулеметную роту, автотранспортная рота, а также артиллерийская батарея. Заметив, что население возмущено румынской интервенцией и Крестьянский совет перешел на сторону петроградского правительства, он потребовал больше офицеров и денег на жалованье солдатам, а также предложил отправить в Кишинев боеприпасы и даже войска. В своем ответе Пэнтя повторил румынский аргумент, что их вмешательство было предназначено только для защиты складов снабжения и умиротворения столицы, и выразил недоверие большевистскому правительству. Однако он также отметил недовольство молдавских войск румынским присутствием и подтвердил свою приверженность республиканской Бессарабии "рядом с Россией". Кроме того, Пэнтя сообщил Попе о своем намерении уйти из исполнительной власти, поскольку последняя становилась все более прорумынской, а также о своем решении мобилизовать молдавскую армию для защиты страны в случае, если "кто-то посмотрит через Прут", в сторону румынского правительства.
Между 3 и 5 февраля [21 и 23 января] молдавские и русские войска во главе с Революционным штабом защищали Бельцы от румынского наступления К защитникам города, насчитывавшим до тысячи добровольцев и революционных войск в гарнизоне, присоединились также вооруженные крестьяне из Куболты, Хаснэшений Мики и других близлежащих деревень. Первоначальное наступление румынской 1-й кавалерийской дивизии под командованием генерала Михаила Щины было временно отбито с потерями в Фалешти, а сам генерал ненадолго захвачен группой крестьянской самообороны в Обрея 4 февраля [О.С. 22 января]. В тот же день румыны попытались войти в город, но, попав под пулеметный и артиллерийский огонь, отступили с большими потерями; у железнодорожной станции был отбит еще один отряд румынской кавалерии. Превосходящие как по численности войска, так и по артиллерии румынские войска в конце концов смогли разгромить революционные отряды и захватить город во второй половине дня 5 февраля [23 января], причем часть защитников отступила на север. Советские источники также указывают на контрреволюционные силы, действующие внутри Бельца, как на фактор поражения. Румынские оккупационные силы немедленно начали подавление сопротивления, в течение следующих двух дней было казнено 20 местных жителей и арестовано более тысячи. Анатолий Попа также был задержан по этому случаю и 14 февраля [O.S. 1 февраля] был приговорен Военным трибуналом к смертной казни за его роль в организации и вооружении местных войск. Оценка битвы была неоднозначной: в то время как советская историография высоко оценивала оборону Бельца как героический поступок, Богош рассматривал битву как "позор", сравнимый с событиями 6 января, когда молдавские войска в Кишиневе разоружили трансильванский добровольческий корпус. Как утверждает историк Изеслав Левит, противниками румынской интервенции были люди разных национальностей и политических взглядов. варианты: в то время председатель местного Совета, украинский поручик Соловьев, сотрудничал с Революционным штабом главным образом для того, чтобы предотвратить его захват большевиками, молдаване Рудиев и Попа были в первую очередь сторонниками молдавской автономии и крестьянских интересов, подталкиваемые к сотрудничеству с большевиками тем, что они видели в их предательстве правым крылом Сфатул Цэрий.

### Гражданская война и смерть в России
Из-за хороших отношений Попы с бессарабским населением румынские власти стремились кооптировать его в свою администрацию; следовательно, вскоре он был помилован королем Фердинандом и предложил должность в румынской армии. Анатоль Попа однако воспользовался случаем и убежал через Днестр, на Украину, присоединение к советским партизанским отрядам. Получив командную должность, он возглавил партизанский отряд, который переправился через Днестр обратно в Бессарабию во время Хотинского восстания. Из-за хороших отношений Попы с бессарабским населением румынские власти стремились кооптировать его в свою администрацию; следовательно, вскоре он был помилован После того, как румынская армия жестоко подавила восстание, он вернулся на Украину, где его группа вступила в бой с войсками, верными Директорату.
К апрелю 1919 года Попа был назначен командиром первого пехотного полка 1-й Бессарабской бригады, возглавляемой Филиппом Левенсоном. Это подразделение Красной Армии, в которое входили многие участники Хотинского восстания, позже было переименовано в Специальную Бессарабскую бригаду, а в июне было включено в состав вновь организованной 45-й советской стрелковой дивизии. Под командованием бессарабца Йоны Якирадивизия участвовала в Южной кампании Гражданской войны в России; после падения Одессы она совершила 400-километровый марш через вражеские линии, задействовав по пути силы Юденича, Деникина и Махно. 13 февраля 1920 года Анатолий Попа получил командование 399-м полком "Коммунист" 45-й дивизии, который был отправлен на польский фронт, понеся большие потери. Пополненный до 400 человек, 23 марта полк получил приказ захватить поселок Ново-Мирополь. Штурм встретил сильное сопротивление, и Попа, тяжело раненный, был захвачен польскими войсками. Он умер на допросе до того, как Советы смогли взять город, через три дня. Попа был высоко оценен Якиром в его мемуарах 1929 года как "титанический командир", который "обладал большой силой воли и большой выносливостью"